# Wilhelm Süss
Wilhelm Süss (Frankfurt am Main, 7 de março de 1895 — Freiburg im Breisgau, 21 de maio de 1958) foi um matemático alemão. Fundou o Instituto de Pesquisas Matemáticas de Oberwolfach.

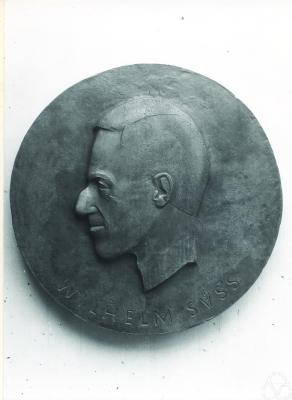
Plaqueta no Instituto de Pesquisas Matemáticas de Oberwolfach com imagem de Wilhelm Süss

## Obras
- Editor com Heinrich Behnke e Kuno Fladt: Grundzüge der Mathematik, 3 Volumes, Vandenhoeck und Ruprecht 1958 (tradução em inglês pela MIT Press)
- Pure Mathematics, FIAT Review of German Science, Wiesbaden 1948 (com Helmut Hasse e outros)